# Australobolbus binasutus
Australobolbus binasutus is een keversoort uit de familie mesttorren (Geotrupidae). De wetenschappelijke naam van de soort werd in 1992 gepubliceerd door Henry Fuller Howden.